# ريتورنل (لعبة فيديو 2021)
ريتورنل (بالإنجليزية: Returnal)‏؛ هي لعبة خيال علمي ورعب نفسي، من منظور شخص ثالث، طورت بواسطة إستوديو هاوسماركو ومن نشر شركة سوني إنتراكتيف إنترتينمنت، صدرت اللعبة على جهاز بلاي ستيشن 5 في 30 أبريل 2021، ثم صدرت اللعبة على منصة ستيم بتاريخ 15 فبراير 2023، تتوفر اللعبة 24 لغة، ومن بينها العربية.

## طريقة اللعب
هي لعبة إطلاق نار من منظور شخص ثالث تتميز بعناصر روجلايك، تدور أحداثها في بيئة خيال علمي مستقبلية، يتحكم اللاعب بشخصية تدعى سيلينا، طيار فضاء أنثى، مزوده ببدلة ومسلحة بأسلحة عالية التقنية، تقطعت بها السبل على كوكب غريب وعلقت في حلقة زمينة.

## التطوير
ستستفيد اللعبة من وحدة التحكم دوال شوك الجديد في بلاي ستيشن 5 ومحرك Tempest لدعم ردود الفعل اللمسية المتقدمة وتأثير صوتي ثلاثي الأبعاد، مما يعزز تجربة انغماس اللاعب. مع زيادة قوة المعالجة وسرعة الSSD الخاص في بلاي ستيشن 5 ، ستتميز اللعبة بأوقات تحميل منخفضة ومجموعة متنوعة من الأعداء والمؤثرات البصرية والعناصر في مشاهد اللعب.

## الإستقبال
حصلت لعبة على متوسط تقييمات جيدة جدا بمعدل 86 من أصل 100 من قبل 80 مراجعة أعلامية.
| نتائج المراجعات | نتائج المراجعات |
| الناشر          | النتيجة         |
| ميتاكريتيك      | 86/100          |
| --------------- | --------------- |
| Destructoid     | 7.5/10          |
| Game Informer   | 9.5/10          |
| GameSpot        | 9/10            |
| GamesRadar+     | [ 13 ]          |
| IGN             | 8/10            |
| Jeuxvideo.com   | 16/20           |
| Push Square     | 9/10            |
| VG247           | [ 14 ]          |
| تروجيمنج        | 9.0             |
| سعودي قيمر      | ممتازة          |

### المبيعات
اعتبارًا من 18 يوليو 2021، باعت اللعبة أكثر من 560 ألف نسخة.

## الإصدار
تم الكشف عن ريتورنل في بث بلاي ستيشن 5 الخاص بشركة سوني في 11 يونيو 2020. سيتم إصدار اللعبة حصريًا لجهاز بلاي ستيشن 5. ومن المتوقع أن تصدر في 19 مارس 2021 عالميًا.
في 28 يناير 2021 أُعلن رسمياً عن تأجيل تاريخ الإصدار إلى 30 أبريل 2021.

## روابط خارجية
- ريتورنل على موقع بلاي ستيشن 🎮 الرسمي
- ريتورنل على موقع الاستوديو هاوسماركو الرسمي.
- ريتورنل على موقع IMDb (الإنجليزية)